# エンスウェル

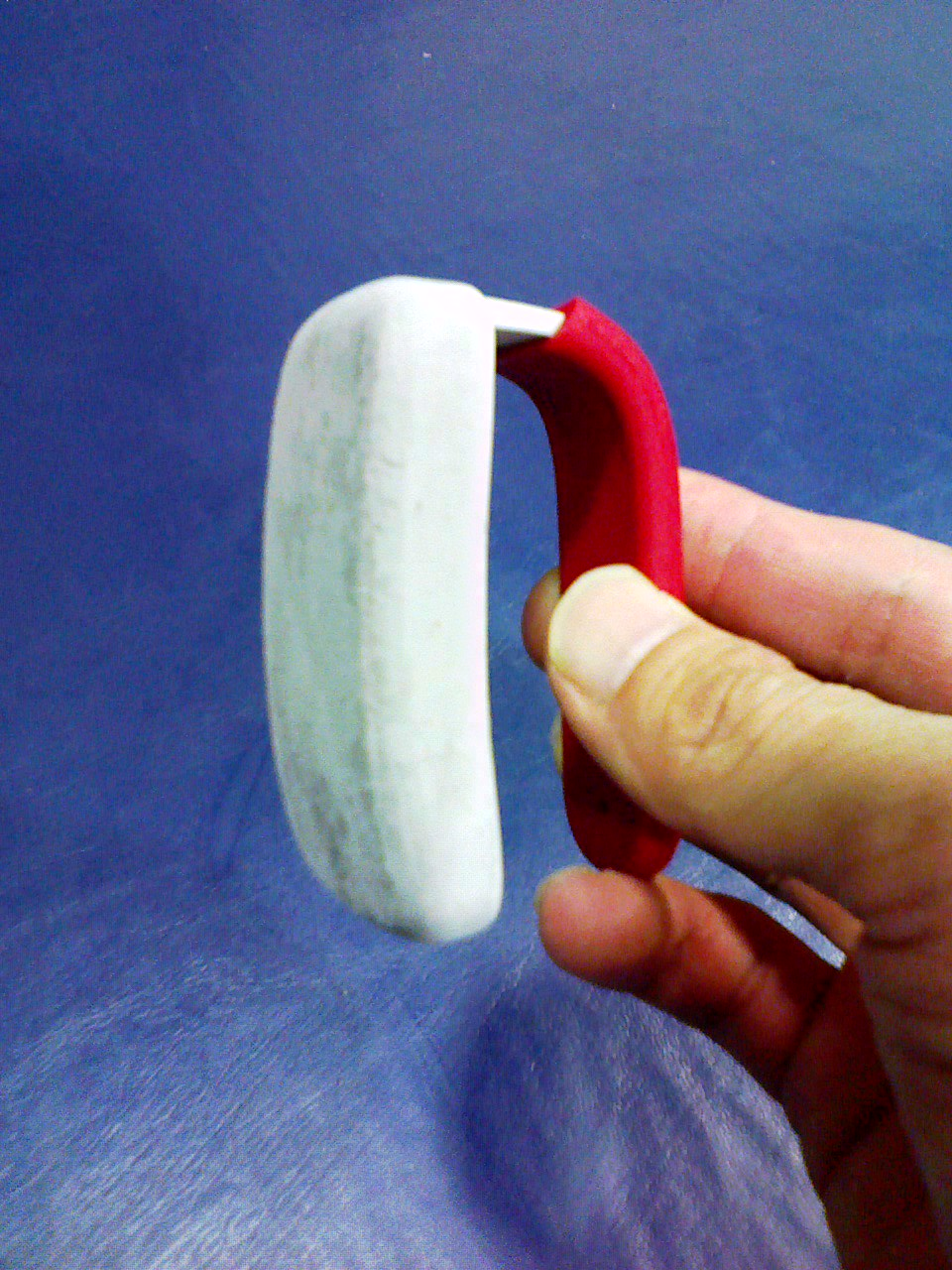

エンスウェル（enswell)とは、ボクシング、格闘技で使用される金属製の腫れ止め器具のこと。

## 形、大きさ
- 一見すると、左官が使用するこてに似ているが、左官の小手に比べて小さく、小手の部分が肉厚でゆるく湾曲している。これは金属の保冷性を高めるのと、腫れている箇所にあてがいやすくするためにこの様な形や大きさになっている。

## 歴史
- ボクシングでは1980年代頃から使われはじめたが、日本では導入されるのがかなり遅く、それまでは氷嚢を腫れ止めとして使用していた。近年では日本でもエンスウェルを使用するケースが多い。また、他の格闘技でもよく使用される。

## 使用方法
- 氷嚢のように腫れを冷やす目的でも使用されるが、大きな特徴はその形状のため、腫れている部位を特に目の外側に逃がす、流れさせることができる。ボクシングの試合で試合中に目が腫れると視界が悪くなり、大きく不利になるため、この症状を緩和させることができる。

## ギャラリー

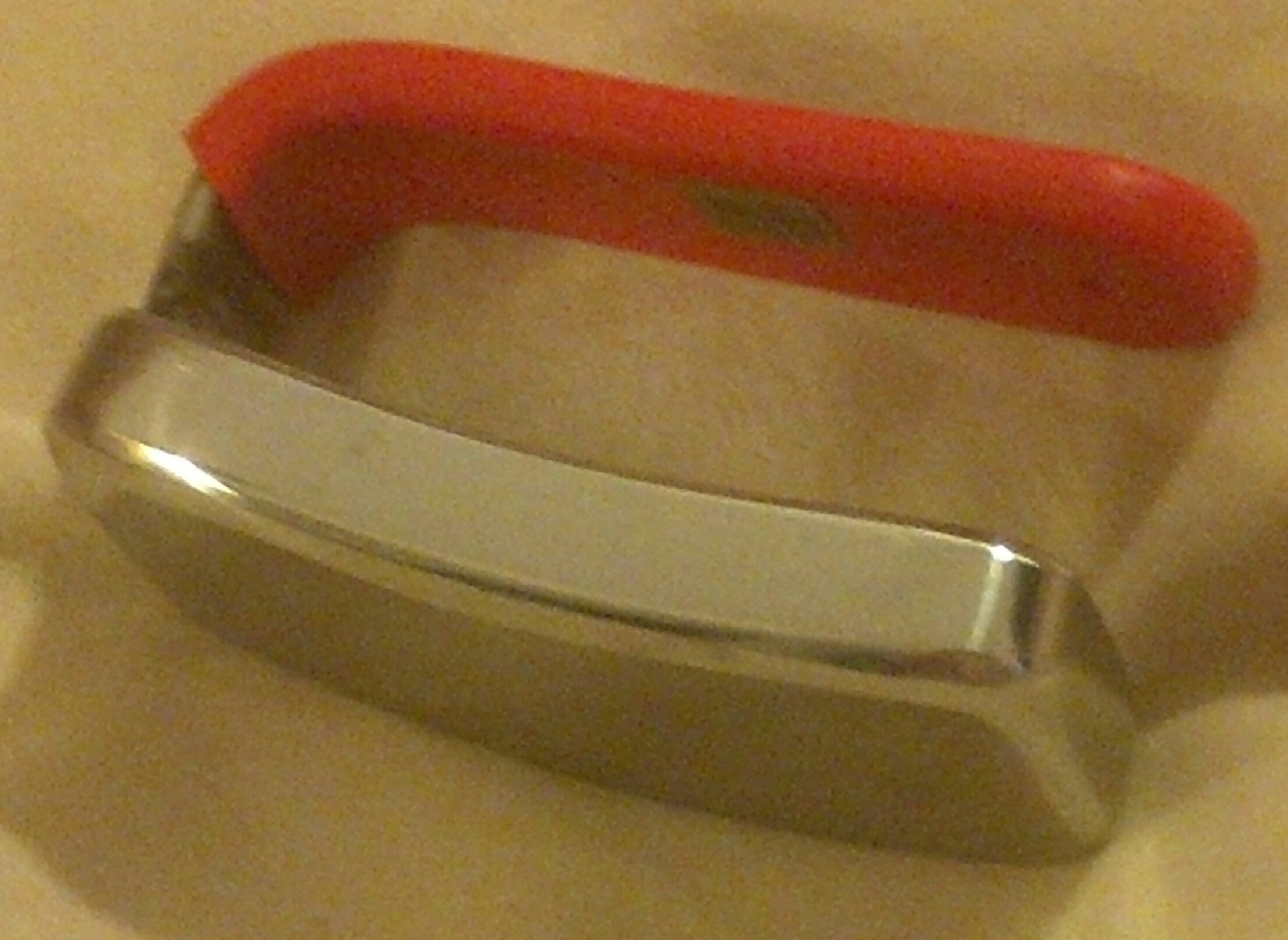